# دبليو. ويلسون وايت
دبليو. ويلسون وايت (بالإنجليزية: W. Wilson White)‏ هو قاضي ومحامي أمريكي، ولد في 1906، وتوفي في 1964.